# Compianto di Cristo (Donatello)
Il Compianto di Cristo è un frammento bronzeo attribuito a Donatello, conservato al Victoria and Albert Museum di Londra. Misura 33,50x41,50 cm ed è databile al periodo senile dell'artista, verso il 1457-1459.

## Storia
L'opera è un rilievo incompiuto e viene generalmente interpretato come un frammento o una prova per i portali in bronzo che l'artista doveva eseguire per il Duomo di Siena, mai realizzati. Forse il bronzo è quello ricordato nei beni della cattedrale del 1659.
Le figure vennero incise a freddo, dopo la fusione, aggiungendo tutti i dettagli del panneggio e delle espressioni, ma l'effetto che si percepisce è comunque quello di un lavoro poco più che sbozzato, ancora da rifinire. Questa caratteristica però aumenta maggiormente l'effetto espressivo dell'insieme, dando l'idea di un potente lavoro "di getto" che si adatta alle emozioni crude che rappresenta.

## Descrizione
Il rilievo è privo di sfondo e mostra il Cristo morto e cinque figure di dolenti, che sono atteggiate in una gamma di diverse espressioni di dolore, come nella Crocefissione del Bargello.
Maria regge il corpo del Cristo nella posizione iconografica della Pietà e piange guardando tristemente il figlio. Le altre due Marie, sulla sinistra, sono altrettanto disperate, ma ancora più sconvolta è la figura femminile al centro, che si muove agitata strappandosi i capelli (una raffigurazione ripresa dai rilievi classici delle Menadi che Donatello usò similmente anche in altre opere). San Giovanni infine si erge solo sulla destra e, voltato verso l'esterno, manifesta il suo dolore compostamente, affondando il volto in una mano.

## Stile
L'opera tradisce, al pari di altri lavori della vecchiaia di Donatello, una straordinaria potenza immaginativa incline a scandagliare i moti di dolore dell'animo umano. Gli effetti espressivi sono raffigurati in un'ampia gamma di possibilità, con varie sfumature.